# Loni Papa
Loni Papa (ur. 28 marca 1932 we wsi Bubullimë k. Lushnji, zm. 23 czerwca 2018) – albański pisarz, poeta i dramaturg.

## Życiorys
Syn nauczyciela i dyrektora szkoły Thomy Papy. Uczył się w szkole pedagogicznej w Tiranie, a następnie ukończył studia z zakresu języka i literatury albańskiej na uniwersytecie w Tiranie. Po studiach pracował w czasopiśmie Zëri i Rinisë (Głos młodzieży). Działalność literacką rozpoczął w latach 50. XX w. pisząc wiersze i opowiadania. W dziejach literatury albańskiej okresu Envera Hodży znany jest przede wszystkim jako autor dramatów i opowiadań dla dzieci. W dorobku pisarskim Papy znalazło się 13 dramatów. Jeden z nich – Cuca e maleve (opowiadający o emancypacji kobiet w realiach północnej Albanii) mimo licznych zastrzeżeń ze strony władz został wystawiony w Szkodrze, dzięki poparciu znanego reżysera Mihallaqa Luarasiego i spotkał się z entuzjastycznym przyjęciem. Dramat doczekał się także ekranizacji filmowej, jest też jednym z najczęściej wystawianych dramatów przez teatry albańskie.

## Twórczość

### Poezja
- 1956: Fillo këngën çifteli
- 1998: Puthje djalli (Pocałunek szatana)

### Proza
- 1957: Historia e maçokut (Historia kota)
- 1974: Miu që hëngri macen (Mysz, która zjada kota)
- 1978: Gishto trimi
- 1985: Fundi i një vjeshte
- 1997: Lica jonë e dashur: novelë
- 2000: Megi

### Dramat
- 1968: Cuca e Maleve (Dziewczyna z gór)
- 1969: Kalimi në urë (Przejście przez most)
- 1971: Marga
- 1976: Zbatharakët

### Literatura dla dzieci
- 1956: Lillo këngën çifteli
- 1996: Tri motrat: rrëfenjë
- 2005: 7 drama dhe komedi per femije (Siedem dramatów i komedii dla dzieci)